# Антуанетта Джойс Гуедіа Моуафо
Антуанетта Джойс Гуедіа Моуафо (21 жовтня 1995) — камерунська плавчиня.
Учасниця Олімпійських Ігор 2008, 2012 років.